# Диодор Крон
Диодор Крон (греч. Διόδωρος Κρόνος), также Диодор Диалектик (ок. 350 — ок. 284 до н. э.), родился в Иасе, — древнегреческий философ, диалектик, главный представитель т. н. Диалектической школы, возникшей на позднем периоде существования Мегарской школы, в отличие от «мегариков» (Евклида, Стильпона) и «эристиков» — Евбулида и Алексина. Жил и философствовал в Афинах и Александрии, бывал при дворе Птолемея Сотера.

## Биография
О его биографии мало что известно, однако Диоген Лаэртский повествовал о следующем: Когда Диодор находился при дворе Птолемея Сотера, его попросили разрешить диалектическую хитрость, придуманную Стильпоном из Мегары. Поскольку Диодор не смог сразу разрешить загадку, Птолемей дал ему прозвище Крон (игра слов: по-гречески Кронос, имя бога Крона, а также просто «тупица, болван»). Говорят, что Диодор умер, не выдержав такого позора. Этот случай описал француз Мишель Монтень в своих «Опытах» (гл. II): «Диодор Диалектик умер во время учёного спора, так как испытал жгучий стыд перед своими учениками и окружающими, не сумев отразить выставленный против него аргумент». Есть версия, что Диодор дал обет воздержания от еды до решения парадокса «Лжец» — и умер от истощения, так и не сумев ничего добиться.

Диоген Лаэрсткий написал по этому поводу ехидную эпитафию (Diog. L. II 111—112):
О Кронос Диодор, какие демоны
Тебя в унынье ввергнули
Такое, что нисшёл ты в царство Тартара,
Не разрешив Стильпоновых Загадок тёмных?
Звать тебя пристало бы

Не Кроносом, а Оносом.
Прим.: игра слов: Κρόνος и «όνος» (осёл).
Страбон указывает (Кн. XIV, II:21, C 658; Кн. XVII, III: 22, С 838), что изначально прозвище «Кронос» было у Аполлония, учителя Диодора, но впоследствии было перенесено на Диодора, так как сам Аполлоний ничем не был знаменит.
Впоследствии Цицерон характеризовал Диадора как «большого диалектика» (dialecticus valens), а Каллимах написал эпиграмму со строкой «Не сам ли Мом написал на стенах: „Кронос — великий мудрец“?» (Diog. L. II 111).
Из учеников Диодора известны Филон Мегарский и Зенон Китийский, который впоследствии основал Стою. Также он обучал философии своих дочерей.

## Философские взгляды Диодора
Диодор в семантике занимал позицию крайнего конвенционализма и считал значения слов условными. Одному из своих рабов он дал имя Однако для иллюстрации этой концепции.
Получили известность следующие выкладки философа:
1. о понятии возможного (δυνατόν);
2. условия правильной импликации (ὑγιές συνημμένον);
3. учение об «амерах» (ἀμερῆ — не имеющие частей маленькие тела, подобные атомам);
4. аргументы против движения.

### О понятии возможного
Диодор сформулировал аргумент «Повелитель» или «Повелевающий» (κυριεύων λόγος): «возможное является тем, что есть или будет». Вероятно, это рассуждение Диодора берёт начало в постановке Аристотелем вопроса об истинности высказываний о будущих событиях: «…если же [не должно быть] ни то, что нечто завтра будет, ни то, что завтра его не будет, то оно не может быть как попало, например морское сражение, ибо в таком случае морское сражение не должно было бы завтра ни произойти, ни не произойти» (De int. IX).
Эпиктет пишет (Diss. II 19), что «повелительный аргумент» Диодор раскрывал в виде трёх тезисов, один из которых должен быть ложным:
1. «Всё прошедшее есть необходимое»;
2. «Из возможного невозможное не следует»;
3. «Возможное есть что́ и не есть истинное и не будет» — то есть нечто, чего нет и не будет, всё-таки является возможным[12].

Примечание: Диодор в первом тезисе некорректно применяет термин «необходимость»: случайные события прошлого не являются необходимыми, они неотменяемы. Кроме того, второй тезис имеет два варианта перевода с древнегреческого: «не следует логически» или же «не следует во времени».
Получается, что в прошлом возможного нет (1), но его нет и в настоящем и будущем (2). Более того, если бы оно там и как-то было, то не могло стать действительным, не-возможным (3).
Сам Диодор определял возможное как «то, что истинно сейчас, или будет истинно в будущем» (Plut. St. rep. 1055e), и считал ложным последний из приведённых тезисов: не может быть неосуществлённых возможностей, так как в этом случае возможное и действительное совпадают, а философ их чётко разделял.
В дальнейшем стоики посвятили этой теме много трудов, причём придерживались разных мнений. Например, Клеанф считал ложным первый тезис, а Хрисипп — второй.

Название аргумента Диодора переводят на русский язык по-разному. Часто встречается «господствующий довод» и даже «главный довод». Однако адекватен перевод «повелительный» в смысле «властительный», поскольку используемый пример имеет отсылку к верховной власти (Cicero. De fato VII, 13):
«Он {Диодор} говорит, что только то может совершиться, что или истинно, или должно стать истинным. И то, что состоится в будущем, необходимо должно состояться, а то, что не состоится, то, считает он, и не может состояться. А ты, Хрисипп, говоришь, что может состояться и то, что не состоится. […] Ты считаешь, что не необходимо было, чтобы Кипсел стал править в Коринфе, хотя это за тысячу лет было предсказано оракулом Аполлона».
Особое внимание этому наследству Диодора уделял А. Н. Прайор, который указывал, что философ своим рассуждением свёл модальную логику к временной. Была предложена семантическая интерпретация оператора необходимости: суждение «необходимо р» истинно в моменты w1, w2 … wn тогда и только тогда, когда р истинно в сами эти моменты, а также всегда после них. Однако, несмотря на усилия, строгой аксиоматизации «модальной системы Диодора» Прайор не добился.
О. Ю. Гончарко указывает, что из работ Прайора и других логиков, изучавших проблему, можно сделать вывод о недостаточности средств языков модальной логики для моделирования «повелительного довода» Диодора. Дело в том, что операторы прошедшего и будущего времени невозможно адекватно отобразить средствами языка модальной логики. Обратное возможно: используя диодоровы определения модальностей, «можно представить модальные логики как фрагменты соответствующих им временных логик».

### Проблема логического следования (импликации)
Диодор считает высказывание вида «если А, то В» истинным тогда и только тогда, если никогда одновременно не было такого, что А — истинно, а В — ложно. Иначе говоря: высказывание ложно тогда и только тогда, когда A истинно, а В — ложно. В современности такая трактовка называется материальной импликацией. Для истинности высказывания «если А, то В» достаточно истинности В или ложности В. Более того, наличие какой-либо смысловой связи А и В не предполагается.
Связанные с такой трактовкой следования парадоксы импликации имеются у самого Диодора:
- Импликация истинна, если антецедент ложен, а консеквент истинен: «если нет неделимых основных частиц бытия, то существуют неделимые основные частицы бытия» (Sext. Emp. Pyrrh. II 11, 110—111)[19].
- Импликация истинна, если и антецедент, и консеквент ложны: «Умозаключение „Если существует движение, то существует пустота“… по Диодору, как начинающееся с ложного „Существует движение“ и оканчивающееся ложным „Существует пустота“, само будет истинным, но прибавку „Существует движение“ он опровергает как ложную» (Sext. Emp. Adv. math. VIII 332—333)[20].

Материальная импликация принципиально отличается от аристотелевской и основана на другом видении мира. У Аристотеля в элементарном логическом высказывании субъекту приписываются предикаты при помощи глагола «быть», между тем как стоики рассматривают логику не в смысле соотношения понятий, а как связь между событиями действительности. Цицерон (Учение академиков II, 143) и Секст Эмпирик (Pyrrh. II, 110—111; Adv. math. VIII, 112—117, 332—333) сохранили рассуждения философа.
Для стоиков импликация ложна, если антецедент истинен, а консеквент ложен. Диодор же меняет трактовку: импликация ложна, если она может (или могла бы) начинаться с истинного и кончаться ложным. Например, высказывание «если сейчас день, то я разговариваю» будет для стоика истинным в случае совпадение событий, то есть некто высказывает тезис днём. Однако с т.з. Диодора это высказывание ложно, так как в принципе возможно, что антецедент «сейчас день» истинен, но при этом консеквент «я разговариваю» ложен, так как можно перестать говорить или вообще молчать. Да и до начала этого дневного разговора день уже был, а консеквент «я разговариваю» был ложным.
Импликация Диодора — строгая: если возможно, что она хоть когда-то может быть ложной на конкретном примере, то данная импликация ложна в целом. Такое введение модальности позволяет осуществить переход от материальной импликации к строгой, но эта тема разработывалась уже в XX веке. П. Хэсл и П. Орстром указали, что в современной терминологии Диодор Кронос изучал проблематику импликации с учётом фактора времени и «отдавал предпочтение тому, что бы мы сейчас назвали временной строгой импликацией, тогда как Филон Мегарский приводил доводы в пользу материальной импликации».
В античности общепринятым было понимание различной истинности высказывания с учётом времени. Например, «боги существуют» верно всегда, а высказывание «сейчас день» истинно лишь днём, но не ночью. Этой концепции придерживался и Диодор, разделяя высказывания, истинные всегда и истинные иногда. В. В. Воробьёв, моделируя рассуждения Диодора, разработал специальную таблицу импликации с тремя значениями истинности: кроме «[всегда] истинно» и «[всегда] ложно» добавлено «иногда истинно, иногда ложно».

### Учение об «амерах»
Диодор придумал свою версию атомизма. Амеры — это «не имеющие частей» (ἀμερῆ) маленькие тела, которых существует бесконечное множество (Stob. I 10, 16). В отличие от атомов Демокрита, амеры одинаковы, просты и неделимы на части даже в смысле представления в какой-либо форме. Евсевий Кесарийский приводит свидетельство Дионисия Александрийского о том, что восприятие атомов как тел без частей, амеров, использовалось и другими философами, кроме самого Диодора (Приготовление к Евангелию XIV, 23, 4).
Концепция амеров распространялась не только на материальные тела, но и на пространство и время, то есть любой промежуток времени состоял из неделимых одинаковых мгновений, а участок пространства — состоит из неделимых маленьких отрезков. Аргументы Диодора против движения основаны именно на допущении существования амеров.

### Против движения
Диодор утверждал, что ничто не движется, но «бывает подвинуто». Секст Эмпирик пересказывает доказательство, которые базируется на концепции «амеров» (Sext. Emp. Adv. Math. X 85-101).
Амера как тело, не имеющее частей, должно находиться в месте, которое также не имеет частей, полностью его заполняя, поэтому не может двигаться в нём: для возможности движения требуется место, больше тела, куда оно может сдвинуться. Также тело не находится в другом месте. Таким образом, тело не движется.
Другими словами: тело не движется, а покоится в том месте, где оно находится; в другом же месте оно не находится и поэтому там также не движется. Следовательно, тело не движется.
Однако тело наблюдается в разных местах в разное время — следовательно, оно меняет место, передвигается (в смысле результата, а не процесса).
Второй вариант обоснования отсутствия движения основан на аналогичном анализе времени (Sext. Emp. Adv. Math. Χ 119—120). Движение происходит в настоящем, которое неделимо — иначе оно разделится на прошлое и будущее, перестав быть настоящим. Применяя концепцию амеров, получаем, что движение в неделимом времени проходит по неделимым местам. Однако, находясь в начальном неделимом месте, оно ещё не движется, а когда находится во втором — то получается, что оно опять не движется, но при этом «подвинуто». Таким образом, движение мыслится лишь как свершившийся факт, как процесс его представить невозможно.
Рассуждения Диодора против движения очень напоминают апории Зенона Элейского.

Аристотель, исходя из своего понимания движения («действительность существующего в возможности, поскольку <последнее> таково» — Arist. Phys. Γ, 1, 201а 10), возражает подобной точке зрения (Arist. Met. Θ, 3, 1046b 29-32):
«Некоторые, однако (например, мегарцы), утверждают, что нечто может действовать только тогда, когда оно действительно действует, когда же не действует, оно и не может действовать; например, тот, кто не строит дом, не может строить дом, а это может [лишь] тот, кто его строит, когда он его строит, — и подобным же образом во всех других случаях. Нелепости, которые следуют отсюда для них, нетрудно усмотреть. Ведь ясно, что ни один человек в таком случае не будет и строителем дома, если он сейчас дом не строит (ведь быть строителем дома — значит быть в состоянии строить дом); и так же будет обстоять дело и с другими искусствами. Если же нельзя обладать такими искусствами, не научившись им когда-то и не усвоив их, и точно так же перестать обладать ими, иначе как утратив их когда-то (либо из забывчивости, либо из-за несчастного случая, либо от продолжительности времени, во всяком случае не из-за уничтожения предмета — он ведь существует всегда), то может ли быть, чтобы человек больше не обладал искусством, а затем сразу же начал строить, каким-то образом приобретя его?».